# Kazunori Yoshimoto
Kazunori Yoshimoto (吉本 一謙 Yoshimoto Kazunori?, Tokio, 24 de abril de 1988) es un exfutbolista japonés que jugaba como defensa.

## Trayectoria

### Clubes
| Club                    | País  | Año       |
| ----------------------- | ----- | --------- |
| F. C. Tokyo             | Japón | 2007-2019 |
| FC Gifu (cedido)        | Japón | 2009-2010 |
| Mito HollyHock (cedido) | Japón | 2012      |
| Avispa Fukuoka (cedido) | Japón | 2018-2019 |
| Shimizu S-Pulse         | Japón | 2019-2020 |